# Lars von Trier
Lars von Trier   (Kongens Lyngby, 30 d'abril de 1956) és un director i guionista de cinema.
Fou un dels creadors i principal impulsor a nivell internacional de Dogma 95, un moviment cinematogràfic que aposta per tornar a unes històries més creïbles, filmades sense efectes especials ni de so que no siguin gravats en directe i minimitzant l'ús de tecnologia. Per això sovint filma amb la càmera a l'espatlla i en la seva trilogia USA: Land of Opportunity fins i tot ha arribat a reduir els escenaris a la mínima essència. La seva filosofia en aquest cas és que tots els objectes superflus, és a dir, els que només formen part del decorat i no intervenen en l'acció, han de desaparèixer de l'escena.
El març del 1995 va presentar conjuntament amb Thomas Vinterberg el Manifest Dogma 95, que en forma de decàleg proposava una sèrie de criteris de com calia rodar les pel·lícules: fer-ho en espais naturals, en color i llum natural, sense afegir música, filmar en 35mm o no fer pel·lícules de gènere entre altres propostes.

## Biografia

### Joventut i inicis
Lars Trier va néixer a una família de funcionaris comunistes a Copenhaguen En el seu llit de mort, la seva mare li va dir que el seu pare biològic no era el seu marit, com Lars Trier havia cregut anteriorment, sinó Fritz Michael Hartmann (1909-2000); aquest advocat, resistent durant la Segona Guerra Mundial i descendent de la família Hartmann (una antiga família de músics danesos), va tenir aleshores una aventura amb la seva mare.
Lars von Trier va fer la seva primera aparició a la pantalla com a actor l’any 1968 a la sèrie de televisió Mysterious Summer. Lars Trier va afegir la partícula von ('de' en alemany) al seu cognom, seguint l'exemple d’Erich von Stroheim, durant els seus estudis de cinema a l’Escola Nacional de Cinema de Dinamarca.
Va destacar l’any 1982, gràcies a les seves pel·lícules escolars, durant el Festival de Cinema d'Estudiants de Múnic
La seva carrera va començar amb L'element del crim, filmat en anglès, que li va valer el reconeixement immediat com a gran cineasta. A partir d'aleshores, va ocupar un lloc ple al cinema europeu

### Carrera
Lars von Trier és especialment famós per ser un dels fundadors de Dogma 95, un moviment d'avantguarda que defineix, segons deu regles precises, una altra manera de filmar, en reacció a les produccions majoritàries de la indústria cinematogràfica. Una pel·lícula dogmàtica segons aquest moviment respon a un estil de producció refinat, simplificat i vol ser més autèntic: poca o cap edició, gravació de so en directe, escenes filmades amb càmera de mà, improvisació, etc. Com el seu compatriota Thomas Vinterberg, director de Festen, es va desviar més tard d'aquests principis. La seva pel·lícula Les Idiots (1998) és la més representativa.
Preocupat per inventar un cinema singular, capaç de reflectir el seu poder de figuració i aportar noves propostes estètiques, crea un univers complex, fosc i voluntàriament provocador, les preocupacions metafísiques i la visió al·legòrica del qual estan influenciades pels mestres de l'escola escandinava, Carl Theodor Dreyer i Ingmar Bergman i del director soviètic Andrei Tarkovski a qui està dedicada la seva pel·lícula Antichrist. L'individu, la intimitat, la por i l'amenaça d'accidents dramàtics constitueixen la matèria primera de la seva inspiració.
Les seves creacions, que exploren els misteris de la psique, alternen el pathos, la ironia i l'humor negre i revelen un agut sentit de la cita, multiplicant els homenatges a les grans obres del 7è art. Sintetitzen una multitud de formes extretes de la història del cinema, el teatre, l'òpera, la literatura i la pintura. El seu plantejament es caracteritza, doncs, per un treball plàstic innovador sobre la banda sonora i els plans.

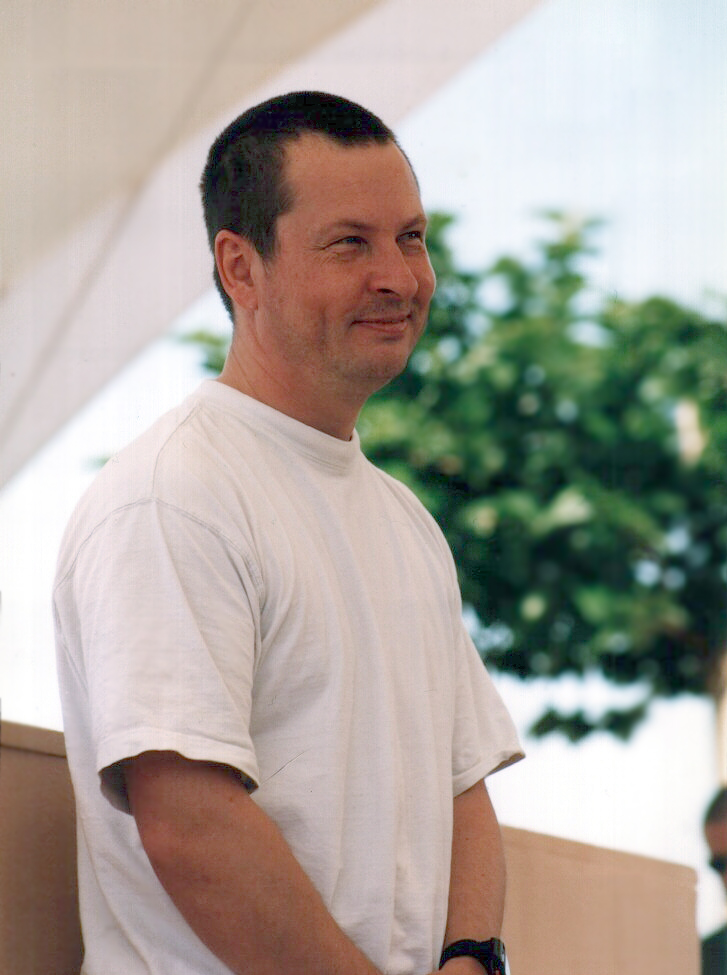
Lars von Trier l'any 2000 al Festival de Cannes.

Lars von Trier també busca amb freqüència reinterpretar, o fins i tot reinventar, gèneres altament codificats com el musical (Dancer in the Dark), el cinema negre (L'element del crim) o la pel·lícula de terror (The Kingdom) donant un estil molt personal que dona molta importància a la càmera de mà.
El 1984, el seu primer llargmetratge L'element del crim va guanyar el Gran Premi de la Commission Supérieure Technique a Cannes. El 1991 va tornar a rebre el gran premi tècnic del 44 Festival de Cannes per Europa, un quadre fantasmagòric d’Alemanya després de la Segona Guerra Mundial, alternant el color i el blanc. També va ser guardonat amb el Premi del Jurat, empatat amb Hors la vie de Maroun Bagdadi. L'any 1996 va guanyar el gran premi de Cannes i el César a la millor pel·lícula estrangera per la seva pel·lícula Breaking the Waves, una obra de dolorós misticisme i que presenta una visió molt realista del sacrifici amorós i també dels perills de la pressió social que exerceix el presbiterianisme. de John Knox, predominant a l'oest d'Escòcia.
L’any 2000, Dancer in the Dark, que superposa els codis del melodrama i la comèdia musical, marca un distanciament de les regles dogmàtiques. La pel·lícula va guanyar la Palma d'Or a Cannes i Björk, l'actriu principal, va rebre el premi a la millor actriu.
Després, el cineasta es va embarcar en la producció de la primera part d'una trilogia titulada USA - Land of Opportunity, concebuda com una al·legoria de l'aixafament dels febles per part dels forts i com una crítica virulenta a la societat nord-americana. El rodatge té lloc a Europa amb un repartiment principalment anglosaxó. En aquesta obra, el director reinterpreta, irònicament, nombrosos símbols bíblics i parodia l'estructura dels relats naturalistes. En particular, utilitza dispositius literaris a través de la posició d'un narrador fora de l'acció i mitjançant la divisió en capítols. També utilitza processos del teatre experimental i les teories de Bertolt Brecht (teatre èpic, distanciament, etc.), reduint els objectes de representació al mínim estricte (escenari nu i fons negre) i etiquetant els elements decoratius segons el guix a terra. Dogville, amb un repartiment notable (Nicole Kidman, Lauren Bacall, James Caan...) es va presentar al Festival de Cannes de 2003. Manderlay segueix el mateix camí el 2005. Però l'explotació d'aquesta darrera pel·lícula va ser un fracàs comercial. La tercera part, Wasington es manté en l'etapa del projecte.
Va canviar completament de registre amb una comèdia en danès  Direktør (2007) que es presentava com una sàtira del món empresarial.
Durant aquest període, Lars von Trier va patir una profunda depressió que el va fer pensar en deixar de fer una pel·lícula. Aquest període influeix en la foscor de la seva propera pel·lícula: Antichrist, una barreja de drama psicològic i pel·lícula de terror amb imatgeria gòtica. Les visions al·lucinatòries que exposa estan inspirades en pintures de Hieronymus Bosch i seqüències del clàssic escandinau Häxan de Benjamin Christensen. Aquesta pel·lícula, molt polèmica, es va rodar en anglès amb Willem Dafoe i Charlotte Gainsbourg, guardonada amb el premi a la millor actriu al Festival de Cannes 2009. Comença i acaba amb una ària del Rinaldo de Georg Friedrich Handel.
El 2010, va rodar una pel·lícula d'anticipació a Suècia amb el tema de la catàstrofe, la fi del món i la depressió: Melancolia, interpretada per Kirsten Dunst — que va guanyar el premi a la millor actriu al Festival de Cannes 2011 — Charlotte Gainsbourg, Kiefer Sutherland, Charlotte Rampling, Alexander Skarsgård, Stellan Skarsgård i Udo Kier. L'obra s'obre i tanca amb l'obertura a Tristan und Isolde de Richard Wagner.
A finals de 2012, Lars von Trier va crear Nymphomaniac, un fresc poètic i tràgic dedicat a la vida d'una nimfòmana, des del seu naixement fins al seu cinquantè aniversari, inspirat en històries del marquès de Sade i interpretat entre d'altres per Charlotte Gainsbourg, Stacy. Martin i Shia LaBeouf.
El 2018 va presentar a Cannes fora de competició, després de set anys d'absència, la pel·lícula The House That Jack Built, que reprèn temes de Dogville i Manderlay i presenta punts en comú amb aquest últim: la història, dividida en capítols, transcorre als Estats Units a l'estat de Washington (però la pel·lícula es va rodar a Suècia), i una cançó de David Bowie, Fame, punteja la història, on Young American, una altra cançó de Bowie el mateix àlbum, tancava els crèdits de Dogville. La pel·lícula explora la vida de Jack, un assassí en sèrie dels anys 70 i 80 que considera els seus assassinats com a obres d'art, i s'arrisca cada cop més amb la policia al seu rastre.
És el creador de l'empresa Zentropa (l'any 1992) i de la seva filial X, Puzzy Power (activa entre 1997 i 2000), produint pel·lícules pornogràfiques adreçades a dones i homosexuals que volen trencar amb determinats tòpics de la producció actual d'aquest gènere.
A les dècades de 1980 i 1990, Lars von Trier també va emprendre un projecte atípic titulat Dimensió: filmar actors regularment durant més de vint anys durant dos o tres minuts cada any. Aquesta pel·lícula amb una història detectivesca la història de la qual s'escriu a poc a poc s'hauria d'haver acabat el 2024, però va renunciar a aquest projecte després de 6 anys i els 20 minuts filmats es van incloure en un DVD publicat el 2010.

### Vida privada
Va estar casat amb Cæcilia Holbek de 1987 a 1995, amb qui té dos fills, després amb Bente Frøge des de 1997, amb qui també en té dos.
És conegut per no utilitzar el transport aeri, a causa d'una fòbia. Tanmateix, només va agafar l'avió una vegada a la seva vida per anar a Tanzània
El 8 d'agost de 2022, la seva productora va anunciar que el cineasta tenia la malaltia de Parkinson.

## Llargmetratges
- Forbrydelsens element  (L'element del crim, 1984, primera part de la trilogia "Europe")
- Epidemic (1987, segona part de la trilogia "Europe")
- Europa / Zentropa (1991, tercera part de la trilogia "Europe")
- Breaking the Waves (1996, primera part de la trilogia "Golden Heart")
- Idioterne (1998, segona part de la trilogia "Golden Heart")
- Dancer in the Dark (2000, tercera part de la trilogia "Golden Heart")
- Dogville (2003, primera part de la trilogia "USA: Land of Opportunity")
- Manderlay (2005, segona part de la trilogia "USA: Land of Opportunity")
- The Boss of It All (Direktøren for det hele) (2006)
- Antichrist (2008)
- Melancolia (Melancholia) (2011)
- Nymphomaniac (2013)
- The House That Jack Built (2018)

## Filmografia en televisió
- Medea (telefilm, 1988)
- Riget (minisèrie, 1994)
- Riget II / El regne II (minisèrie, 1997)
- D-Dag (segment: Lise) (telefilm, 2000)
- The Kingdom Exodus (Riget Exodus) (minisèrie, 2022)

## Curtmetratges
- Orchidégartneren / The Orchid Gardener (1977)
- Menthe - La bienheureuse (1979)
- Nocturne (1980)
- Den sidste detalje / L'últim detall (981)
- Befrielsesbilleder / Imatges d'un relleu (1982)
- De fem benspænd (segment: "The Perfect Human: Avedøre, Denmark") (2003)
- Chacun son cinéma (segment: "Occupations") (2007)